# Alchemilla gracilipes
Alchemilla gracilipes é uma espécie de rosácea do gênero Alchemilla, pertencente à família Rosaceae.